# Wheatenhurst
Wheatenhurst är en by i civil parish Whitminster, i distriktet Stroud, i grevskapet Gloucestershire, i England. Byn är belägen 11 km från Gloucester. Byn nämndes i Domedagsboken (Domesday Book) år 1086, och kallades då Witenhert.